# مونتيلا
مونتيلا هي كومونا في مقاطعة أفيلينو، كامبانيا ، ويبلغ عدد سكانها 7699 نسمة كانت المنطقة مأهولة بالفعل في العصر الحجري الحديث ، ولقد تأسست المدينة من قبل السامنيين في الألفية الأولى قبل الميلاد لتصبح بلدية تابعة للإمبراطورية الرومانية ، بحاجة لمصدر وبلدة تحت حكم اللومباردي.

## ثقافة

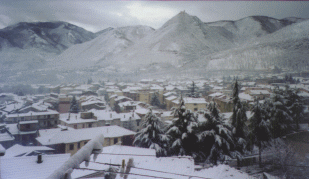
مونتيلا مع الثلج.

مونتيلا هي مركز لإنتاج الكستناء ، وتنظم البلدية ساغرا كاستانيا دي مونتيلا (مهرجان مونتيلا للكستناء) ، كل خريف افتتح متحف بيئي مخصص للكستناء متحف ديلا كاستانيا مونتيلا في عام 2014.
يشمل جزء من بلدية مونتيلا أيضا حديقة مونتي بيسنتيني الإقليمية ، وهي محمية طبيعية جبلية في كامبانيا تستضيف العديد من أنواع الفطر وكذلك أنظمة الكهوف .
يقع دير القديس فرانسيس في فولوني في مكان قريب وفقا للتقاليد،أسسها القديس فرنسيس الأسيزي في 1221-1222 م عندما تم إبعاده عن المدينة بسبب المخاوف من الجذام ( مرض يصيب الجلد ) ، نام القديس وزملاؤه المسافرون تحت شجرة وكانوا محميين بأعجوبة من الثلج ، بعد هذا الحدث قامو بتاسيس الدير(جمع اديار) ولا يزال هناك حتى اليوم.

## مدن التوأم
- Norristown، Pennsylvania, USA[4]

## الاشخاص
- جيوفاني بالاتوتشي، البار بين الأمم
- سالفاتور بيلوسي، ضابط في البحرية الإيطالية
- أوريليو فييرو، مغني إيطالي
- جنو أوريما، مدرب كرة السلة الأمريكي
- ليوناردا سيانكيولي، قاتل متسلسل

جاء أجداد الممثلة الأمريكية ماريا بيلو من مونتيلا

## روابط خارجية
- الموقع الرسمي باللغة الإيطالية